# Odin (Marvel)
Odin is een personage uit de strips van Marvel Comics, gebaseerd op de gelijknamige god uit de Noorse mythologie. Hij is de koning van de Noorse goden. Hij werd bedacht door Stan Lee en Jack Kirby, en verscheen voor het eerst in Journey Into Mystery vol. 1, #85.
De Nederlandse stem van Odin is Rinie van den Elzen geweest. Op dit moment is dit Rob van de Meeberg.

## Biografie
Volgens de Noorse mythen en de continuïteit van het Marvel Universum is Odin de zoon van Bor (vader van de eerste Asgardianen) en Bestla (moeder van de Frost Giants). Bor en Bestla hebben nog twee zonen: Vili en Ve. Met de hulp van zijn broers versloeg de jonge Odin de vuurdemon Surtur
Odin werd de leider van Asgard, en werd verliefd op Gaea. Samen kregen ze een zoon, Thor. Odin adopteerde tevens Loki, een kind van de reuzen wiens vader, Laufey, werd gedood door Odin in een gevecht Ondanks Odins goede intenties waren zijn zonen bittere vijanden, wiens vijandschap vaak Odins toezicht vereiste. Thors fascinatie met de Aarde was tevens een bron van ergernis voor Odin. Als straf ontnam hij driemaal zijn krachten, maar Thors moedigheid en nobele intenties maakten dat Odin de straf altijd ophief.
Als heerser en beschermer van Asgard en zijn inwoners, is Odin al vaak bij een crisis die Asgard bedreigde betrokken geweest. Bekende voorbeelden waren het tegenhouden van Loki, de stormreus Skagg en Surtur, het verslaan van de Absorbing Man nadat die bijna iedereen in Asgard had geabsorbeerd het verbannen van het monster Mangog; het opofferen van zijn rechteroog voor de kennis hoe hij ragnarok kon stoppen en een poging om de Celestials te stoppen
Odin is driemaal gestorven in zijn pogingen Asgard te verdedigen. De eerste keer was door Mangog, maar hij werd weer tot leven gebracht door de godin van de dood Hela. De tweede keer toen de Celestials de Destroyer vernietigden op het moment dat die de levensenergie van alle Asgardianen (behalve Thor) bezat. Thor bracht Odin weer tot leven met wat goddelijke energie van andere groepen goden. De laatste keer was in een massale veldslag tegen Surtur op Aarde. Ditmaal leek Odin zelfs voorgoed te sterven aangezien zijn kracht overging op Thor. Daar Thor de Ragnarok cyclus had weten te doorbreken, was de kans groot dat Odin inderdaad voorgoed zou zijn gestorven. Hij kwam echter weer tot leven toen Asgard werd aangevallen door de World-Eaters.

## Krachten en vaardigheden
Odin beschikt over de standaard eigenschappen van een Asgardiaanse god, zoals versterkte zintuigen, kracht, snelheid en uithoudingsvermogen. Deze eigenschappen worden nog eens extra versterkt door zijn eigen uniek kracht genaamd de Odin Force. Zo was Odin in staat het gehele menselijke ras naar een andere dimensie te transporteren, vijanden diep de ruimte in de sturen met zijn gedachten krachtvelden oproepen en zich staande houden tegen krachtige vijanden als Silver Surfer
Odin is ook een meester in tactieken. Zo wist hij Ragnarok te voorkomen, en bereidde hij zich al eeuwen voor op de aankomst van het vierde gastlichaam van de Celestia
Odin is niet almachtig. Eenmaal per jaar moet hij de zogenaamde “odin slaap” ondergaan, een zeer diepe slaap van een dag waarin zijn Odin kracht zich oplaadt. Gedurende deze tijd is hij uitermate kwetsbaar

## In andere media

### Marvel Cinematic Universe
Sinds 2011 verschijnt Odin in het Marvel Cinematic Universe, waarin hij gespeeld wordt door Anthony Hopkins. Hij verschijnt onder andere in de volgende films:
- Thor (2011)
- Thor: The Dark World (2013)
- Thor: Ragnarok (2017)
- What If...? (2023) (stem ingesproken door Jeff Bergman) (Disney+)

### Televisieseries
- Odin verscheen in enkele afleveringen van de The Mighty Thor animatieserie uit 1966 in The Marvel Superheroes.
- Odin speelt mee in de serie The Avengers: Earth's Mightiest Heroes in de aflevering "Thor the Mighty". Hierin doet Clancy Brown zijn stem.

### Films
- Odin wordt even gehoord in de film Ultimate Avengers 2. Zijn stem werd gedaan Dwight Schultz. Hij verschijnt echter niet in beeld.
- Odin speelt mee in de animatiefilm Hulk Vs.
- In de film Thor: Tales of Asgard doet Christopher Britton de stem van Odin.

### Videospellen
- Odin is een niet bespeelbaar personage in het Marvel: Ultimate Alliance.